# Louis Frémy
Pour les articles homonymes, voir Frémy.
Louis Frémy, né le 2 avril 1805 à Saint-Fargeau (Yonne) et décédé le 17 mars 1891 à Paris, est un homme politique et conseiller d'Etat français.

## Biographie
Avocat à Paris en 1829, il est maire de Saint-Fargeau en 1831 et conseiller d'arrondissement. Auditeur au Conseil d’État en 1833, il est sous-préfet de Domfront en 1835 et de Gien en 1837.

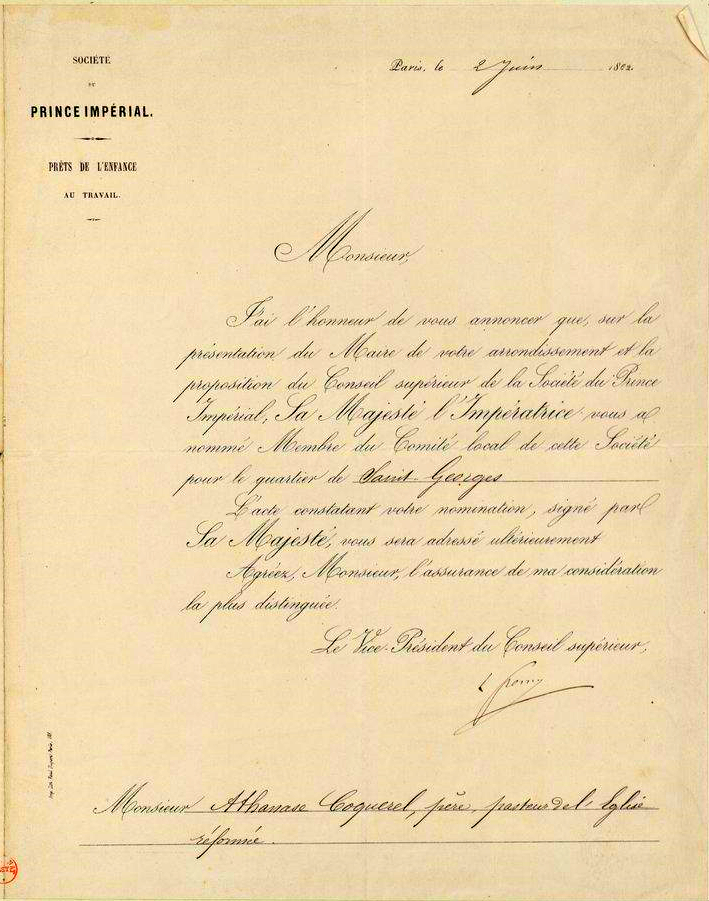
Lettre de Louis Frémy à Athanase Coquerel lui notifiant sa nomination, par l'impératrice Eugénie, comme membre de Comité local de la Société du Prince Impérial. Le 2 juin 1862.

En 1842, il est secrétaire de la commission administrative des chemins de fer, puis inspecteur général des chemins de fer en 1845. En 1848, il devient chef du personnel du ministère de l'Intérieur. Conseiller général en 1848, il est député de l'Yonne de 1849 à 1851, siégeant à droite, avec les monarchistes. Il est gouverneur du Crédit foncier de 1857 à 1877, et gouverneur du Crédit agricole.
En 1862 il est nommé vice-président de la Société du Prince Impérial par l'impératrice Eugénie.
Il crée en 1864 la société anonyme, dénommée Compagnie de la Dombes, pour construire et exploiter une ligne de chemin de fer et dessécher et mettre en valeur six mille hectares au moins d'étangs, avec François Barthélemy Arlès-Dufour, Alexandre Bodin, Comte Le Hon, Félix Mangini, Amédée Sellier et Lucien Mangini, ce dernier agissant en son nom personnel et celui de messieurs Henri Germain, Louis Guérin et Gabriel Saint-Olive.
Il est de nouveau député de l'Yonne de 1865 à 1869, siégeant dans la majorité dynastique.

## Distinctions
- Grand officier de la Légion d'honneur (5 juillet 1863)[2]

## Source
- « Louis Frémy », dans Adolphe Robert et Gaston Cougny, Dictionnaire des parlementaires français, Edgar Bourloton, 1889-1891 [détail de l’édition]